# Callohesma aureopicta
Callohesma aureopicta là một loài Hymenoptera trong họ Colletidae. Loài này được Cockerell mô tả khoa học năm 1929.